# Pour la justice et l'ordre
Pour la justice et l'ordre (en serbe : Za pravdu i red et en serbe en écriture cyrillique : За правду и ред ; abrégé ZPR ou ЗПР) est un parti politique attrape-tout actif en république serbe de Bosnie, une entité de la Bosnie-Herzégovine. Il est fondé en septembre 2014 par Nebojša Vukanović.

## Histoire
Pour la justice et l'ordre est fondée le 9 septembre 2014 par le journaliste Nebojša Vukanović. Il se décrit comme un mouvement antinationaliste et anticorruption à vocation économique.
Lors des élections générales de 2022, le parti se présente à tous les niveaux de gouvernement, à l'exception de la présidence. Il obtient un siège à la Chambre nationale des représentants et quatre sièges à l'Assemblée nationale de la république serbe de Bosnie.

## Liste des présidents
| no | Nom (Naissance–Mort)     | Portrait | Durée du mandat  | Durée du mandat |
| -- | ------------------------ | -------- | ---------------- | --------------- |
| 1  | Nebojša Vukanović (1979) |          | 9 septembre 2014 | en cours        |

## Résultats électoraux

### Élections parlementaires
| Année | Voix             | %                | Rang             | Sièges           |
| ----- | ---------------- | ---------------- | ---------------- | ---------------- |
| 2014  | Ne participe pas | Ne participe pas | Ne participe pas | Ne participe pas |
| 2018  | Ne participe pas | Ne participe pas | Ne participe pas | Ne participe pas |
| 2022  | 32 982           | 2,08             | 11e              | 1 / 42           |

### Élections locales
| Année | Voix                          | %                             | Rang                          | Sièges |
| ----- | ----------------------------- | ----------------------------- | ----------------------------- | ------ |
| 2014  | 8 874                         | 1,34                          | 10e                           | 0 / 83 |
| 2018  | Participe sur la liste du SDS | Participe sur la liste du SDS | Participe sur la liste du SDS | 1 / 83 |
| 2022  | 31 558                        | 4,93                          | 8e                            | 4 / 83 |